# 女護島

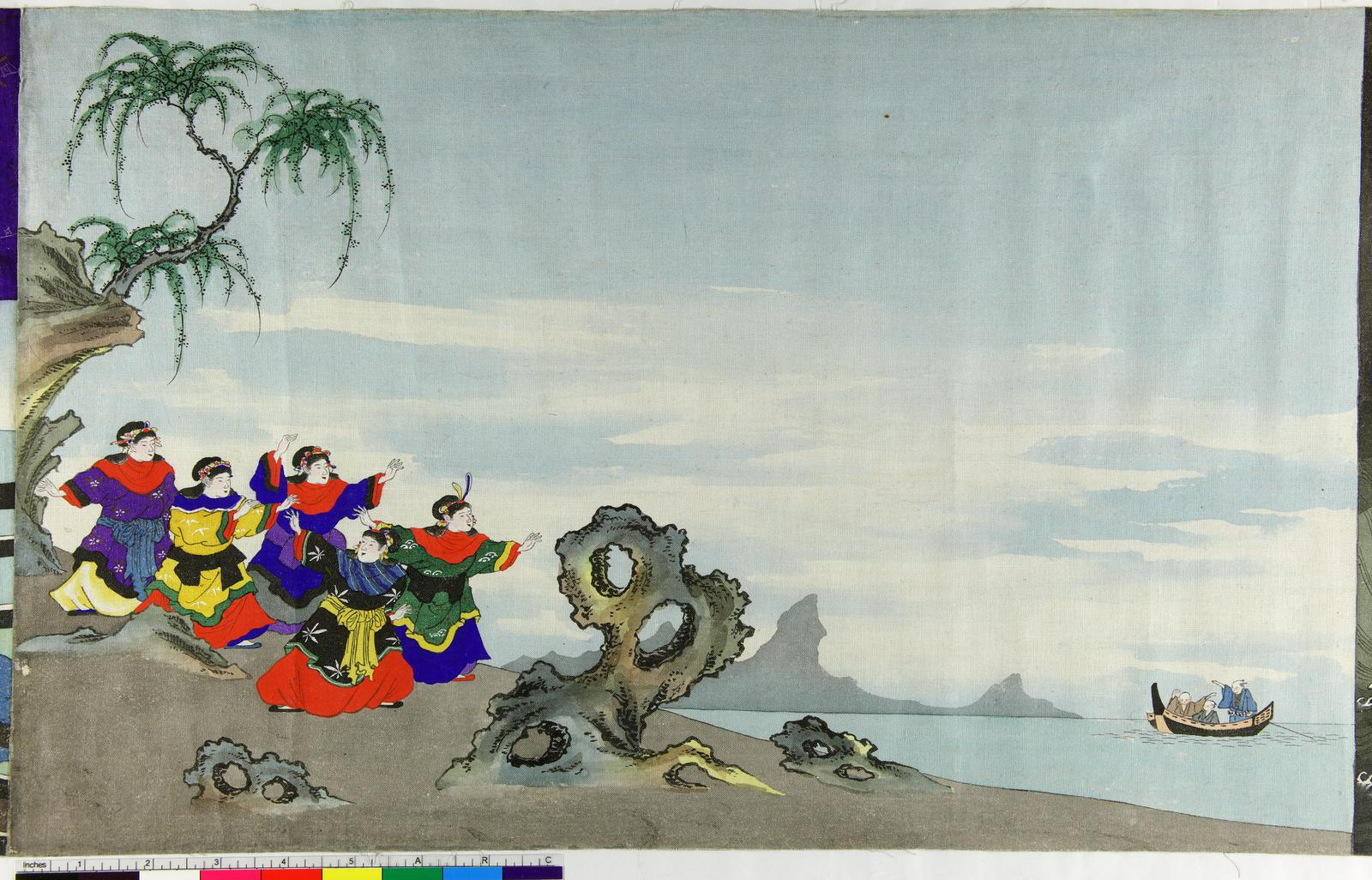

女護島（にょごのしま、にょごがしま）は、日本に伝わる伝説上の地名である。海上にある女性のみが暮らしている島であるとされる。女護ヶ島などとも表記される。

## 概要
女護国（にょうごこく）とも。女護島では女性のみしか生まれない、または育たないとされており、漂着するなどして男性が足を踏み入れると容易に帰ることは出来ないなどといわれる。女子国の記述がもとになっていると考えられる伝承である。
曲亭馬琴『椿説弓張月』では源為朝が遠征した八丈島に比定されている。
井原西鶴による浮世草子『好色一代男』では、主人公である世之介が最終的に向かう土地として登場している。江戸時代を通じて、物語や絵画にたびたび描写されている。映画『フランキー・ブーチャンの続あゝ軍艦旗 女護が島奮戦記』（日活、1957年）でも題材に使われており、女性だけの一族「ワンワン族」の住む島として登場する。

## 慣用句
伝説を受け、遊里あるいは男子禁制の場所などを「女護島」と言い表したりする。また、明治期にはアマゾーン（Amazónes）のことも「女護島」あるいは「女護国」と翻訳されていた。

## 題材および名称を使用した創作
- 『御曹子島渡』- 御伽草子の一編。青年期の御曹司こと源義経が様々な島に渡った中で、女御島にも立ち寄ったと記されている。
- 『好色一代男』　井原西鶴
- 『平家女護島』　近松門左衛門による浄瑠璃
- 『怪島探険』　鹿島桜巷の小説（1907年）
- 『モダン女護ヶ島物語』　皆川美彦の小説（1932年）
- 『三人妻』 尾崎紅葉 (1892)